# 胡汝寧
胡汝寧（1541年—？），字文禎，號似山，江西南昌府南昌縣人，民籍，明朝政治人物、進士出身。

## 生平
嘉靖三十七年（1558年）江西鄉試第八十六名舉人，萬曆二年（1574年），登甲戌科會試第八十二名，第三甲第二百一十名進士。初授广东潮阳县知县，萬曆八年（1579年）调任浙江乐清县，十三年七月选授刑科给事中，十五年升户科右，十六年三月升兵科左，十八年二月升礼科都，二十一年二月考察罢归。

## 著作
著有《掖垣奏议》若干卷。

## 家族
曾祖父胡秉然；祖父胡孔道；父親胡聰。母戴氏。